# ما تقيش ولدي

ما تقيش ولدي (بالعربية: لا تلمس طفلي) هي جمعية مدنية مغربية أسّستها الفاعلة الجمعوية والحقوقية المغربية نجاة أنور سنة 2004، تنشط في المغرب في مجال محاربة الاعتداء الجنسي على الأطفال، وزنا المحارم والاستغلال الجنسي، والتي انضمت إليها جمعيتان مغربيتان مسجلتان بفرنسا.

## المهمة
تتمثل مهمة الجمعية في الكفاح من أجل أطفال المغرب حتى يتمتعون بحرية حقوقهم الأساسية، والحماية من جميع أشكال الإساءة، سوء المعاملة والاستغلال الجنسي لأغراض تجارية وفقا لاتفاقية الأمم المتحدة بشأن حقوق الطفل، التي صادق عليها المغرب في عام 1993 والبروتوكول الاختياري في عام 2000.
و تستمد الجمعية دعمها المعنوي من كافة المجتمع المغربي والقوانين المغربية محذرة بذلك مستغلي الأطفال جنسيا الأجانب من أن المغرب أضحى يتوفر على ترسانة قانونية تعزز حماية القاصرين.

## وصلات خارجية
- الموقع الرسمي للجمعية

1. ↑   https://touchepasamonenfant.com/contact/. {{استشهاد ويب}}: |url= بحاجة لعنوان (مساعدة) والوسيط |title= غير موجود أو فارغ (من ويكي بيانات) (مساعدة)
2. ↑   https://touchepasamonenfant.com/presentation/. {{استشهاد ويب}}: |url= بحاجة لعنوان (مساعدة) والوسيط |title= غير موجود أو فارغ (من ويكي بيانات) (مساعدة)
3. ↑  الموقع الرسمي للجمعية نسخة محفوظة 16 يناير 2018 على موقع واي باك مشين.